# Rörvattnet (Frostvikens socken, Jämtland, 715932-145726)
Rörvattnet är en sjö i Strömsunds kommun i Jämtland och ingår i Ångermanälvens huvudavrinningsområde. Sjön har en area på 1,45 kvadratkilometer och ligger 500 meter över havet. Rörvattnet ligger i Frostvikenfjällen Natura 2000-område. Sjön avvattnas av vattendraget Rörvattenån.

## Delavrinningsområde
Rörvattnet ingår i det delavrinningsområde (715981-145559) som SMHI kallar för Utloppet av Rörvattnet. Medelhöjden är 544 meter över havet och ytan är 11,3 kvadratkilometer. Räknas de 4 avrinningsområdena uppströms in blir den ackumulerade arean 14,3 kvadratkilometer. Rörvattenån som avvattnar avrinningsområdet har biflödesordning 4, vilket innebär att vattnet flödar genom totalt 4 vattendrag innan det når havet efter 282 kilometer. Avrinningsområdet består mestadels av skog (80 procent). Avrinningsområdet har 1,5 kvadratkilometer vattenytor vilket ger det en sjöprocent på 13,3 procent.